# Окни
Окни — деревня в Новосокольническом районе Псковской области России. Входит в состав Пригородной волости.
Расположена в 9 км к юго-западу от города Новосокольники.

## Население
| 2001 | 2002 | 2010 |
| ---- | ---- | ---- |
| 241  | ↘238 | ↘218 |

## История
Северная часть села Окни до 1976 года была деревней Климово.
С января 1995 до апреля 2015 года деревня входила в состав ныне упразднённой Окнийской волости в качестве её административного центра.